# Tversted Strand
Tversted Strand er en badestrand i Tannisby ved Tannis Bugt. Stranden er omkring 80 m bred og strækker sig til Uggerby Strand i vest og til Skiveren Strand i øst. En del af stranden er åben for bilkørsel. 
Tversted Strand er også kendt for Den Blå Kiosk, i daglig tale Det Blå Ishus.
- Tversted Strand
- Det Blå Ishus